# لوكاس أوتافيو
لوكاس أوتافيو (بالبرتغالية: Lucas Otávio‏) هو لاعب كرة قدم برازيلي في مركز الوسط، ولد في 9 أكتوبر 1994 في كورنيليو بروكوبيو في البرازيل. لعب مع نادي بارانا ونادي سانتوس.

## وصلات خارجية
- لوكاس أوتافيو على موقع قاعدة بيانات كرة القدم.إي يو (الإنجليزية)
- لوكاس أوتافيو على موقع Soccerway.com (الإنجليزية)